# Kanozata arisana
Kanozata arisana är en insektsart som beskrevs av Matsumura 1940. Kanozata arisana ingår i släktet Kanozata och familjen spottstritar. Inga underarter finns listade i Catalogue of Life.